# Josep Maria Puigibet i Mestre
Josep Maria Puigibet i Mestre (28 de juliol del 1966) és un polític bisbalenc militant d'Esquerra Republicana de Catalunya. Va ser alcalde de la Bisbal del Penedès del 2007 al 2015.
Arran de les eleccions municipals a Catalunya de 2007 és elegit alcalde de la Bisbal del Penedès, succeint en el càrrec a Agnès Ferré i Cañellas, de Convergència i Unió. Governa al principi de la legislatura en solitari fins, sis mesos després, que pacta amb Maria Dolors Andreu, d'Agrupació Democràtica Municipal de Catalunya, actualment fora del consistori.
A les eleccions municipals a Catalunya de 2011, és reescollit batlle de la Bisbal del Penedès, aquest cop amb majoria absoluta, de sis regidors, perdent la majoria absoluta en les eleccions municipals de 2015.
També ocupa un càrrec al Consell Comarcal del Baix Penedès del 2007 al 2011, quan deixa de ser conseller comarcal.
L'alcalde bisbalenc, també és conegut per haver demanat obrir un expedient a la directora de l'Escola Ull de Vent, i la dimissió del Delegat d'Ensenyament de Tarragona, per no haver avisat d'un cas de meningitis no greu. També és conegut, per haver-se tancat a les dependències de Sanitat a Tarragona, per a demanar un nou consultori mèdic.
L'alcalde també és Secretaria de Política Parlamentària, a Esquerra Republicana de Catalunya del Baix Penedès.